# G.992.3/4

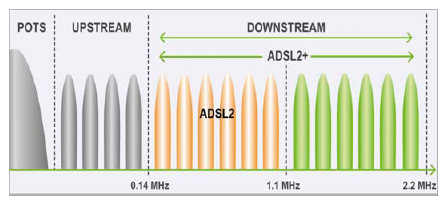
Les fréquences ADSL2

La recommandation G.992.3 de l'UIT-T définit le mode de fonctionnement et d'interaction des équipements de communication ADSL2. La recommandation G.992.4, quant à elle, contient la même définition pour les équipements de communication ADSL2 susceptibles d'être mis en œuvre sur une installation d'abonné sans nécessiter de filtre ADSL.